# Елменхорст (Лихтенхаген)
Елменхорст (њем. Elmenhorst/Lichtenhagen) град је у њемачкој савезној држави Мекленбург-Западна Померанија. Једно је од 59 општинских средишта округа Бад Доберан. Према процјени из 2010. у граду је живјело 4.271 становника. Посједује регионалну шифру (AGS) 13051019.

## Географски и демографски подаци
Елменхорст се налази у савезној држави Мекленбург-Западна Померанија у округу Бад Доберан. Град се налази на надморској висини од 9 метара. Површина општине износи 12,0 km². У самом граду је, према процјени из 2010. године, живјело 4.271 становника. Просјечна густина становништва износи 354 становника/km².